# Дзукки, Карло
Карло Дзукки (итал. Carlo Zucchi, 10 марта 1777, Реджо-нель-Эмилия, Герцогство Модена и Реджо — 19 декабря 1863, Реджо-нель-Эмилия, Королевство Италия) — итальянский военачальник.

## Биография
Родился в дворянской семье. 1 декабря 1796 года вступил волонтёром в французскую армию и под командованием генерала Руска  отличился в сражении при Фаенце 3 февраля 1797 года.
Затем был назначен в состав Цизальпинского Легиона и участвовал в экспедиции на остров Корфу, а также в боевых действиях против папских войск и бандитов.
В 1799 году под командой генерала Ватрена сражался при Треббии и при Нови.
В 1800 году был переведён в Итальянский Легион, сформированный в Дижоне генералом Леки и назначен в батальон стрелков. В составе корпуса генерала Виктора Резервной Армии участвовал во Второй Итальянской кампании, отличился в сражении при Маренго. Затем под начальством генерала Макдональда сражался в Тироле.
В 1801 году его батальон был переформирован в 1-й полк лёгкой пехоты. Он служил в гарнизонах Бергамо, Модены и Болоньи, в 1803 году стал шефом батальона 1-го полка линейной пехоты, в 1805 году был переведён в полк гвардейских велитов.
С 1806 года под начальством генерала Мармона воевал против черногорцев в Далмации. В 1807 году был произведён в подполковники, в 1808 году — в полковники и назначен командиром полка гвардейских велитов.
В марте 1809 года был переведён в состав дивизии генерала Североли в Падую и принял участие в войне пятой коалиции: сражался при при Сачиле, при Тарвизо и при Раабе. 15 июня 1809 года был произведён в бригадные генералы и назначен командиром 1-й бригады пехотной дивизии генерала Североли. В этой должности отличился в сражении при Ваграме.
После окончания войны в 1810 году был назначен военным комендантом департамента По, затем департамента Брента. С 1811 года командовал бригадой (3-й лёгкий полк и Далматский полк) во Фриули.
В 1813 году принял участие в войне шестой коалиции в составе корпуса маршала Макдональда: сражался при Лютцене, при Бауцене, при Кацбахе и при Лейпциге.
В 1814 году был произведён в дивизионные генералы и был назначен военным губернатором крепости Мантуя, 8 февраля 1814 года командовал правым крылом армии Богарне в сражении на реке Минчо. После реставрации Бурбонов вышел в отставку.
Во время революционных событий 1831 года организовал отряд из 800 добровольцев в своём родном городе Реджио-нель-Эмилия, затем правительство Объединённых итальянских провинций поручило ему возглавить оборону, и он 25 марта 1831 года Дзукки сражался против австрийцев при Римини, но затем его войска отступили в Анкону. Оттуда он пытался вместе с другими итальянскими революционерами бежать во Францию, но был пленён при захвате австрийцами брига «Isotta». 4 июня 1832 года его приговорили к смертной казни, но благодаря вмешательству французского правительства казнь заменили тюремным заключением сроком на 20 лет. Он содержался в крепости Пальманова, откуда его освободили после начала революционных событий 1848 года.
После освобождения он возглавил оборону Пальмановы от австрийцев, но был вынужден капитулировать. С октября 1848 года до 1850 года он был военным министром конституционного правительства Папской области.
Последние годы жизни он провел в своем родном городе, писал воспоминания, которые были опубликованы в 1861 году.